# Evi Renoth
Evi Renoth (1956) è un'ex sciatrice alpina tedesca che gareggiò per la nazionale tedesca occidentale.

## Biografia
Specialista delle prove tecniche attiva negli anni 1970, agli Europei juniores di Jasná 1974 Evi Renoth vinse la medaglia d'oro nello slalom speciale e quella d'argento nello slalom gigante; non prese parte a rassegne olimpiche e non ottenne piazzamenti di rilievo in Coppa del Mondo o ai Campionati mondiali.

## Palmarès

### Europei juniores
- 2 medaglie[1]:
  - 1 oro (slalom speciale a Jasná 1974)
  - 1 argento (slalom gigante a Jasná 1974)